# Liste der Flüsse in Tschechien

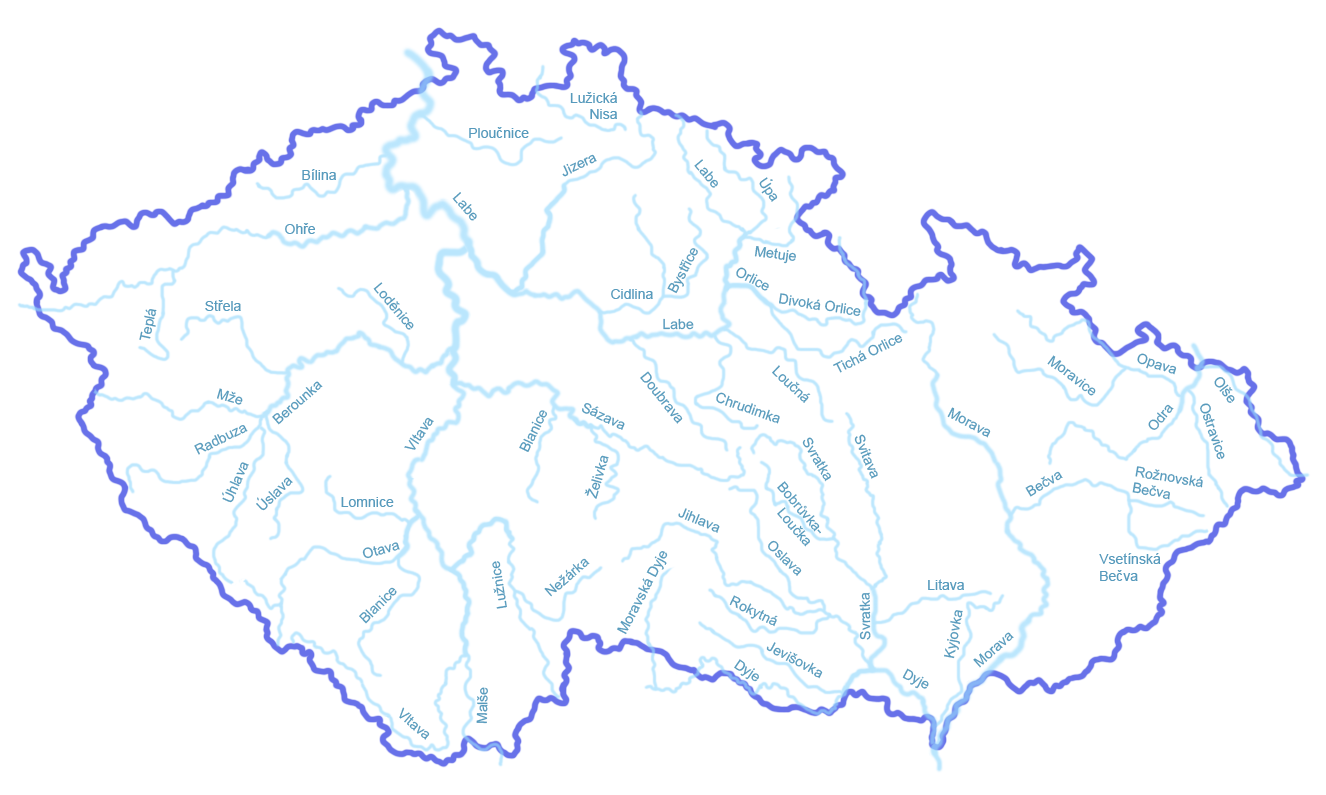
Karte der 50 längsten tschechischen Flüsse

Die Liste der Flüsse in Tschechien enthält eine Auswahl der Fließgewässer in Tschechien. 
Zu den drei Hauptflusssystemen Donau, Elbe und Oder werden jeweils die wichtigsten Nebenflüsse 1. bis maximal 5. Ordnung angegeben. Die Reihung der Zuflüsse (Mündungen der Nebenflüsse) erfolgt jeweils in Fließrichtung. 
Alle nachfolgend aufgelisteten Fließgewässer – Bäche, Flüsse und Ströme – durchfließen Tschechien ganz oder nur teilweise. 
Künstlich angelegte Kanäle sind in dieser Liste nicht aufgeführt. 
Die deutschen Namen werden in der Klammer in kursiver Schrift angezeigt.

## Die Entwässerung Tschechiens nördlich derEuropäischen Hauptwasserscheide
Sie erfolgt über die Elbe (Nordsee) und die Oder (Ostsee). 

### Flusssystem Elbe
Labe (Elbe)
Čistá
Úpa (Aupa)
Malá Úpa (Kleine Aupa)
Metuje (Mettau)
Orlice (Adler)
Divoká Orlice (Quellfluss) (Wilde Adler)
Zdobnice (Stiebnitz)
Říčka
Bělá (Alba)
Kněžná
Tichá Orlice (Quellfluss) (Stille Adler)
Třebovka (Böhmische Triebe)
Loučná (Lautschna)
Desná
Chrudimka
Okrouhlický potok
Podhůra
Novohradka
Krounka
Žejbro
Raná
Ležák
Strúha
Doubrava
Zlatý potok
Klejnárka
Bačovka
Cidlina (Zidlina)
Javorka
Ohnišťanský potok
Bystřice (Bistritz)
Bašnický potok
Mrlina
Šembera
Výrovka
Výmola (Wejmola)
Jizera (Iser)
Oleška (Ohlisch)
Kamenice (Kamnitz)
Desná (Desse)
Bílá Desná (Quellfluss) (Weiße Desse)
Černá Desná (Quellfluss) (Schwarze Desse)
Mohelka
Vltava (Moldau)
Teplá Vltava (Quellfluss) (Warme Moldau)
Řasnice (Grasige Moldau)
Studená Vltava (Quellfluss) (Kalte Moldau)
Malše (Maltsch)
Černá (Schwarzau)
Stropnice (Strobnitz)
Čertík
Lužnice (Lainsitz)
Dračice (Reißbach)
Nežárka (Naser)
Hamerský potok (Hammerbach)
Smutná
Otava (Wottawa)
Vydra (Quellfluss) (Widra)
Křmelná (Quellfluss) (Kieslingbach)
Volyňka (Wolinka)
Peklov
Blanice (Blanitz)
Lomnice (Lamitz)
Smolivecký potok (Quellfluss)
Závišínský potok (Quellfluss)
Skalice (Skalitz)
Sázava (Sasau)
Šlapanka
Želivka (Zeliwka)
Blanice (Blanitz)
Berounka (Beraun)
Mže (Quellfluss) (Mies)
Úhlava (Quellfluss) (Angel)
Chodská Úhlava
Radbuza (Quellfluss) (Radbusa)
Úslava (Uslawa)
Bradlava
Klabava
Střela (Schnella)
Litavka
Botič
Rokytka
Ohře (Eger)
Plesná (Fleißenbach)
Odrava (Wondreb)
Libocký potok (Leibitschbach)
Svatava (Zwodau)
Rolava (Rohlau)
Teplá (Tepl)
Bystřice (Wistritz)
Liboc (Aubach)
Chomutovka (Assigbach)
Bílina (Fluss)
Bystřice (Seegrundbach, Flößbach)
Ploučnice
Kamenice (Kamnitz)

### Flusssystem Oder
Odra (Oder)
Suchá
Jičínka  (Titsch)
Lubina (Lubina)
Lomná
Ondřejnice
Opava (Oppa)
Bílá Opava (Quellfluss) (Weiße Oppa)
Střední Opava (Quellfluss) (Mitteloppa)
Černá Opava (Quellfluss) (Schwarze Oppa)
Opavice (Goldoppa)
Ostravice (Ostrawitza)
Bílá Ostravice (Weiße Ostrawitza)
Černá Ostravice (Schwarze Ostrawitza)
Morávka
Mohelnice (Müglitz)
Olešná
Lučina (Lutschina)
Olsa
Lomná

## Die Entwässerung Tschechiens südlich der Europäischen Hauptwasserscheide
Sie erfolgt ausschließlich über die March. Diese mündet an der österreichisch-slowakischen Grenze zwischen Wien und Bratislava in die Donau (Schwarzes Meer). 

### Flusssystem Donau
(Anm.: Die Donau selbst ist kein tschechisches Fließgewässer)
Morava (March)
Desná (Tess)
Moravská Sázava (Mährische Sasau, auch Zohsee)
Březná (Friese)
Třebůvka (Mährische Triebe)
Jevíčka
Oskava (Oskawa)
Bečva (Betschwa)
Vsetínská Bečva (Quellfluss) (Obere Betschwa)
Senice (Senitza)
Rožnovská Bečva (Quellfluss) (Untere Betschwa)
Juhyně
Blata
Valová
Haná (Hanna)
Svodnice
Moštěnka
Malá Bečva (Kleine Betschwa)
Bystrička
Rusava
Dřevnice
Olšava
Velička
Dyje (Thaya)
Moravská Dyje (Quellfluss) (Mährische Thaya)
Želetavka (Schelletau)
Blatnice
Jevišovka (Jaispitz)
Skalička
Břežanka
Svratka (Schwarzach)
Bystřice
Hodonínka
Loučka
Bobrůvka
Libochovka
Lubě
Bítýška
Svitava (Zwitta)
Bobrava
Jihlava (Igel)
Třesťský potok (Trester Bach)
Jihlávka (Kleine Igel)
Brtnice (Pirnitzer Bach)
Oslava (Oslau)
Rokytná
Stínkova Pradlenka
Trkmanka
Haraska
Kyjovka (Mühlgraben)
Prušánka
Svodnice